# Nyilas csillagkép

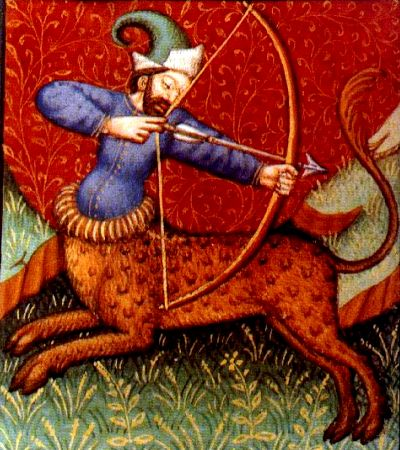
Sagittarius ábrázolása az asztrológiában

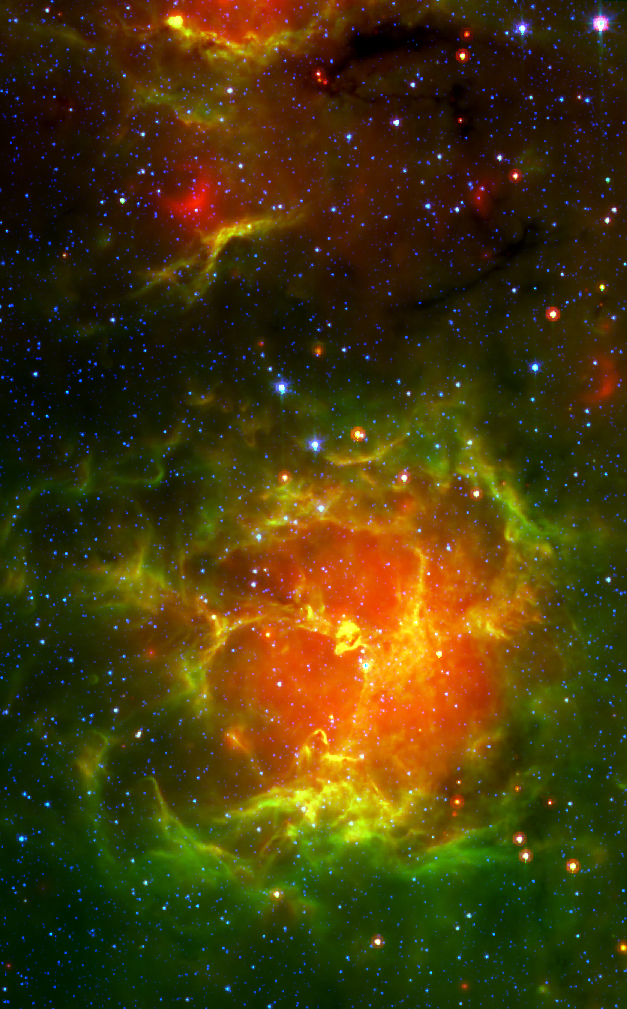
Trifid-köd a Nyilas csillagképben

A Nyilas (latin: Sagittarius, ♐) egy csillagkép, egyike a 12 állatövi csillagképnek. Az állatöv kilencedik jegye, ahol a Nap elhagyja a téli napfordulót. 73, szabad szemmel is látható csillagból áll, melyek között egy másodrendű és hat harmadrendű csillag van. A Tejútrendszer középpontja is a Nyilas csillagkép irányában van, annak legnyugatibb részén (Sagittarius A).
Aziron kentaur jelképének tekintették, már Eudoxus és Aratus említik munkáikban. Régi csillagtérképeken félig ló, félig emberként ábrázolják, felvont íjjal. Az európai középkorban a magyarok csillagképének tartották, valószínűleg a kalandozás kori, nyilazó magyarok látványa alapján.

## Története, mitológiája
A görögök kentaurjaihoz kapcsolható csillagképet már Mezopotámiában is nyilazó emberként képzelték el. A kentaurok közül, akiket vadnak és kegyetlennek tartottak, Kheirón volt az egyetlen bölcs és nagylelkű tanítómester: tanítványait, többek között Akhilleuszt, az orvoslás, az íj, a parittya és a lant művészetére oktatta. Kheirón halhatatlan volt, egy napon azonban Héraklész véletlenül megsebesítette mérgezett nyilával, és Kheirónnak rettenetes szenvedéseket kellett emiatt eltűrnie. Mivel fájdalmai nagyon erősek voltak, Kheirón önként lemondott halhatatlanságáról. Zeusz hagyta őt meghalni és halála után az égboltra helyezte csillagkép formájában.

## Láthatósága, megkeresése
Az északi félgömbről nézve a csillagkép legfényesebb csillagai egy könnyedén felismerhető, „teáskanna” formájú alakzatot adnak ki. A Kaus Media (δ Sagittari), a Kaus Australis (ε Sagittari) az Ascella (ζ Sagittari) és a φ Sagittari formázzák meg a teáskanna alját, a Kaus Borealis (λ Sagittari) a csúcsát, az Alnasl (γ2 Sgr) a kiöntőjét, a Nunki (σ Sgr) és a τ Sgr pedig a fülét. Ezek a csillagok képezik a Nyilas íját és nyilát is.
A teáskanna-metaforát erősíti, hogy jó légköri viszonyok mellett megfigyelhető a Tejútrendszer egy része, éppen a kiöntőnél, azt a hatást keltve, mintha gőzölögne a kanna.
Egyébként maga a csillagkép egy íjászt ad ki, ahogy megfeszíti az íját, a halványabb kísérőcsillagok pedig a lovat adják ki, amin ül. A Nyilas a Skorpió „szívére” céloz, amely nem más, mint az Antares csillag. Az Alnasl csillag nevének arab jelentése „nyílhegy”, a Kaus Media jelentése pedig „az íj közepe”. A Kaus Borealis és a Kaus Australis értelemszerűen az íj két, északi és déli csúcsát jelölik.
A Nyilas az égi egyenlítő alatti csillagkép. Északi határa −11,5°-on, déli határa −45°-on húzódik, de mert azon a részen nincsen jelentős égi objektum, mondhatjuk, hogy Magyarországról delelésekor tökéletesen megfigyelhető, legkényelmesebben nyári estéken.
A Nap látszólagos égi útja során az északi részen halad át: december 18-án lép a konstelláció területére, és január 20-án hagyja el. A csillagkép érdekesebb látnivalókat tartalmazó északi és nyugati része márciusban, hajnalban már a délkeleti látóhatár fölött van. Június elején éjfél előtt ugyanott már majdnem a teljes terület látható. A hónap végén éjféltájban delel. Ez a legkedvezőbb megfigyelési helyzet, amely október közepéig, végéig fennáll: havonta két órával korábban következik be a delelés, de a Nap is egyre korábban nyugszik. November hónap folyamán, napnyugta után még felkereshető a délnyugati horizont fölött.
A csillagképek megalkotásakor a téli napfordulókor a Nap a Bak csillagképben volt megtalálható, azonban a csillagképek precessziója miatt már jó ideje a Nyilas csillagképben van, körülbelül 2700-ig, amikor is a Skorpióba kerül.
A Nyilas csillagkép a déli horizont fölött 10-25°-os magasságban, a Tejút legfényesebb részén helyezkedik el, tekintettel arra, hogy itt van galaxisunk középpontja. Emiatt már kézi látcsővel is fényes felhők, halmazok figyelhetők meg a területen. Európa északabbi részein egyáltalán nem látható, Brazília, Dél-Afrika és Ausztrália középső területei felett a zeniten halad át.

## Látnivalók
Csillaghalmazokban és -ködökben nagyon gazdag csillagkép, itt található a Tejútrendszer középpontja is. 1977. augusztus 15-én a csillagkép irányából (19h 25m rektaszcenzió, -26° 57′ deklináció) észlelték a Hűha! jelet, mely egy földön kívüli civilizációtól eredő rádiójel is lehetett, és a SETI-kutatások egyik legérdekesebb eredménye.

### Csillagok
- α Sagittarii – Rukbat („a nyilas térde”): 3,96 magnitúdójú, kékesfehér csillag. Alfa-megjelölése ellenére nem a legfényesebb csillaga a csillagképnek.
- β Sgr – Arkab: negyedrendű csillagokból álló látszólagos kettős, tőlünk 378 fényévnyire, a β1 Sgr azonban valódi kettős, kis távcsővel a 7m-s kísérő már megfigyelhető.
- δ Sgr – Kaus Meridionalis: egy K2-es típusú csillag, kb. 350 fényévnyire tőlünk.
- ε Sgr – Kaus Australis („az íj déli csúcsa”): a csillagkép legfényesebb tagja, a fényrendje 1,79 magnitúdó. Kettős, a kísérője 32 szögmásodpercre van tőle, és tizennegyed fényrendű.
- η Sgr – kettős csillagrendszer
- σ Sgr – Nunki: a második legfényesebb csillag, egy B2V típusú csillag tőlünk kb. 260 fényévnyire. A Nunki babiloni eredetű név, az egyik legrégebbi csillagnév, amit ma is használunk.
- ζ Sgr – Ascella: egy kettős csillag
- π Sgr – Albaldah: hármas csillagrendszer
- W Sgr: cefeida típusú változócsillag, hét és fél naponta 3-3,5m között ingadozik a fényessége.
- X Sgr: cefeida, a fényessége hétnaponként 4,3-4,9 magnitúdó között változik.
- QPM-241: Wolf–Rayet-csillag
- Sagittarii 2015 No. 2: egy nóva, amit 2015. március 15-én fedeztek fel, a csillagkép közepén. 4,3 magnitúdójú volt a legnagyobb felvillanása, azóta folyamatosan halványodik.

### Mélyégobjektumok
Mivel a Tejútrendszer centruma a Nyilas csillagkép irányában van, számtalan csillaghalmaz és köd figyelhető meg benne.
- Lagúna-köd (Messier 8, NGC 6523)
- Omega-köd (NGC 6618)
- Trifid-köd (Messier 20, NGC 6514)
- Messier 18 (NGC 6613) nyílthalmaz
- Messier 21 (NGC 6531) gömbhalmaz
- Messier 22 (NGC 6656) gömbhalmaz
- Messier 23 (NGC 6494) nyílthalmaz
- Messier 24 (NGC 6603) nyílthalmaz
- Messier 25 (IC 4725) nyílthalmaz
- Messier 28 (NGC 6626) gömbhalmaz
- Messier 54 (NGC 6715) gömbhalmaz
- Messier 55 (NGC 6809) gömbhalmaz
- Messier 69 (NGC 6637) gömbhalmaz
- Messier 70 (NGC 6681) gömbhalmaz
- Messier 71 (NGC 6838) gömbhalmaz
- NGC 6822 galaxis

### További  nevezetes objektumok
1999-ben a V4641 Sgr egy erősebb gamma-kitörése nyomán felfedezésre került a Földhöz legközelebbi fekete lyuk, melynek távolságát 1600 fényévre becsülték. Hamar kiderült azonban, hogy a számítás hibás, és tizenötször messzebb is lehet.
Ugyancsak a csillagképben, annak nyugati felénél található a Sagittarius A, ami egy komplex rádiójelforrás. A tudósok úgy hiszik, hogy egyik komponense, a Sagittarius A* közelében egy szupermasszív fekete lyuk található, amely nagyjából 2,6 millió naptömegű lehet. Szabad szemmel nem látható, az Alnasl mellett helyezkedik el. A Sagittarius elliptikus törpegalaxis is megfigyelhető a Tejút mellett.